# Грінченко Тамара Олексіївна
Грінче́нко Тамара Олексіївна (нар. 23 лютого 1938, с. Кочубіїв, нині Чемеровецького району Хмельницької обл.) — український фахівець у галузі інформаційних технологій.  Доктор фізико-математичних наук. Член Асоціації коп'ютерізації освіти (США).

## Життєпис
Закінчила Київський університет 1959 року. В 1960-х знялась в фільмі «Любовь и дружба в каменном веке». 
У 1956-1986 році працювала в київському Інституті кібернетики АН УРСР. 1969—1971 — провідним конструктором, 1971—1986 — головний конструктор на проекті, що займався розробкою перших персональних комп'ютерів у світі "МІР" (машини інженерних розрахунків).
З 1986 — працює в київському Інституті прикладної інформатики, з 1992 — завідувачка відділу гіпертекстових систем.
1994 року захистила докторську дисертацію за спеціальністю «Технічні науки». 
Під керівництвом Грінченко створено першу в Україні гіпертекстову систему "ГИПСИ" (1991) та низку сайтів, що вперше презентували Україну в інтернеті (1996), виготовлені компакт-диски "Знайомтесь, Україна" (1999) та "Україна" (2000)
З 2003 — провідний науковий співробітник Інститут телекомунікацій і глобального інформаційного простору НАН України. Займалась розробкою алгоритмічних мов високого рівня для інтелектуальних комп'ютерів.
Цікавиться Вікіпедією, зокрема 2010 року разом з чоловіком написала статтю «Вікіпедія як елемент культури інформаційного суспільства» для Вісника НАН України. 

## Сім'я
Чоловік Віктор Грінченко, доктор фізико-математичних наук (з 1994 року).

## Монографії (у співавторстві)
- Программирующая программа с входным адресным языком для машины УРАЛ-1 (1964)
- Программное обеспечение ЭВМ МИР-1 и МИР-2 (1976)
- Машинный интеллект и новые информационные технологии (1993)

## Інші праці
- 1994 — Методи і способи репрезентації і обробки символьної інформації в інтелектуальних обчислювальних системах. [9]
- 2011 — «ІТ-проекція технологічного розвитку України». Полумієнко Сергій, Рибаков Леонід, Грінченко Т.О., Довгий С.О., Київ, Азимут-Україна. – 184 с. – 978-966-1541-24-4 [10]

## Нагороди
- 1998 — премія імені В. Глушкова НАН України